# Stachylina macrospora
Stachylina macrospora är en svampart som beskrevs av L. Léger & M. Gauthier 1932. Stachylina macrospora ingår i släktet Stachylina och familjen Harpellaceae.   Inga underarter finns listade i Catalogue of Life.